# Rosenslöja
'Rosenslöja (Gypsophila 'Rosenschleier) är en nejlikväxtart. Rosenslöja ingår i släktet slöjor, och familjen nejlikväxter. Arten förekommer tillfälligt i Sverige, men reproducerar sig inte.